# Lär mig att bedja av hjärtat
Lär mig att bedja av hjärtat är en psalm av Britt G. Hallqvist, skriven år 1970. Finns med två alternativa melodier; alt. A (g-moll, 6/4) av Sven-Eric Johanson komponerades år 1976 och alt. B (F-dur, 4/4) av Carl Bertil Agnestig år 1976. 
Texten blir fri för publicering 2067.

## Publicerad i
- Den svenska psalmboken 1986, 1986 års Cecilia-psalmbok, Psalmer och Sånger 1987, Segertoner 1988 och Frälsningsarméns sångbok 1990 som nummer 214 under rubriken "Bönen".
- Nden finlandssvenska psalmboken 1986 som nummer 333 under rubriken "Bön och förbön"
- Hela familjens psalmbok 2013 som nummer 116 under rubriken "Tillsammans i kyrkan".[1]